# John Plumptre Carr Glyn
Sir John Plumptre Carr Glyn KCB (* 11. Januar 1837; † 28. März 1912) war ein britischer Generalleutnant. Er kämpfte in verschiedenen britischen Kriegen, zum Beispiel im Krimkrieg.

## Leben
John Plumptre Carr Glyn war der jüngere Sohn des anglikanischen Priesters Rev. Carr John Glyn (1799–1897), Pfarrer von Witchampton und Little Hinton in Dorset, aus dessen Ehe mit Augusta Granville († 1837). Väterlicherseits war er ein Enkel des Bankiers, Politikers und Lord Mayor of London Sir Richard Glyn, 1. Baronet (1755–1838), sowie ein Neffe des 1. Baron Wolverton.
Er trat im August 1854 als Ensign der Rifle Brigade in die British Army ein, kurz vor Beginn des Krimkriegs. Er nahm vom 17. Juni bis zum Fall der Festung am 11. September 1855 an der Belagerung von Sewastopol teil. Am 29. Dezember 1854 wurde er zum Lieutenant befördert.
Am 11. September 1866 heiratete er Ellen Dewar, die Tochter von James Robert Dalton Dewar.
1874 nahm Glyn im Rang eines Major an der Goldküste am Aschanti-Krieg unter Garnet Joseph Wolseley teil. Er gehörte zu den 35 Offizieren die Wolseley für diesen Einsatz ausgewählt hatte und die später den sogenannten Ashanti-Ring bildeten. Die Gruppe erlangte durch gegenseitige Unterstützung einen bedeutenden Einfluss auf die viktorianische British Army und übernahm bis zum Ende des Jahrhunderts die führenden Positionen. Im Aschantikrieg wurde ihm am 1. April 1874 der Brevet-Rang eines Lieutenant-Colonel verliehen. 1879 wurde er zum Colonel befördert.
1892 wurde er Nachfolger von Sir Evelyn Wood als kommandierender General des Eastern District und behielt diesen Posten bis 1896. 1889 wurde er zum Major-General und im Januar 1898 zum Lieutenant-General befördert. Am 1. Januar 1901 schied er aus dem aktiven Armeedienst aus. 1908 erhielt er das zeremonielle Amt des Colonel Commandant der Rifle Brigade und wurde 1911 als Knight Commander des Order of the Bath geadelt.